# Kane (revista em quadrinhos)
Kane é uma série de revistas em quadrinhos criada, produzida e publicada de forma independente durante entre 1993 e 2001 pelo ilustrador e roteirista britânico Paul Grist. O protagonista-título é um policial que trabalha como investigador no 39º distrito policial da fictícia cidade americana de "New Eden". Em 1997, foi indicada ao Eisner de "Melhor Série". Grist anunciou em 2013 estar trabalhando numa continuação, mas a série permanece com sua publicação suspensa.